# Timbuktu (film)
Timbuktu, někdy s podtitulem Le Chagrin des Oiseaux, je francouzsko-mauritánský dramatický film z roku 2014, který režíroval Abderrahmane Sissako. Film měl premiéru 15. května 2014 na filmovém festivalu v Cannes, kde získal Cenu ekumenické poroty a Cenu Françoise-Chalaise. Byl oceněn sedmi Césary, včetně za nejlepší film a nejlepší režii. Při udílení Oscarů byl také nominován jako nejlepší cizojazyčný film.

## Děj
V Mali vtrhnou islamisté do města Timbuktu a zavedou zde právo šaría. Zakazují hudbu, fotbal, cigarety, utlačují ženy, zavedou nucené sňatky a soudní tribunály, které vynášejí nespravedlivé a absurdní rozsudky. Navzdory represím se obyvatelstvo brání, často ve jménu jiného pojetí islámu.
Kidane je tuaregský pastevec žijící v poušti se svou ženou a dcerou. Jeho rodina, která byla zpočátku ušetřena, bude během konfliktu s jiným obyvatelem brzy podrobena novým islámským zákonům.

## Obsazení
| Ibrahim Ahmed       | Kidane             |
| Toulou Kiki         | Satima             |
| Abel Jafri          | Abdelkrim          |
| Fatoumata Diawara   | zpěvačka Fatou     |
| Hichem Yacoubi      | džihádista         |
| Kettly Noël         | Zabou              |
| Layla Walet Mohamed | Toya               |
| Adel Mahmoud Cherif | imám v Timbuktu    |
| Salem Dendou        | velitel džihádistů |

## Ocenění
- Filmový festival v Cannes: Cena ekumenické poroty a Cena Françoise-Chalaise
- Mezinárodní festival frankofonních filmů v Namuru: Bayard d'or za nejlepší film, Bayard d'or za nejlepší scénář a Juniorská cena poroty
- Velká cena Unie filmových kritiků
- Union de la presse cinématographique belge: Cena Humanum
- Lumières: za nejlepší film a nejlepší režii
- Méliès: nejlepší francouzský film
- César: nejlepší film, nejlepší režie, nejlepší původní scénář, nejlepší kamera, nejlepší filmová hudba, nejlepší střih, nejlepší zvuk, nominace v kategorii nejlepší výprava
- Globe de Cristal: nejlepší film
- New York Film Critics Circle Awards: nejlepší cizojazyčný film
- Trophées francophones du cinéma: nejlepší celovečerní film
- London's Favourite French Film: hlavní cena
- Oscar: nominace na nejlepší cizojazyčný film (za Mauritánii)
- Satellite Awards: nominace na nejlepší cizojazyčný film